# Fábio Sombra
Fábio Sombra (Rio de Janeiro, 1965) é um escritor e cordelista brasileiro. Suas obras para crianças e jovens geralmente abordam temas da cultura popular brasileira como: Folias de Reis, desafios em versos e cantorias de viola. Seus livros “A lenda do violeiro invejoso” (2005) e "Vladimir e o navio voador" (2013) foram premiados pela Fundação Nacional do Livro Infantil e Juvenil - FNLIJ com os selos de “Altamente recomendável para o jovem”. Fábio Sombra é membro da Academia Brasileira de Literatura de Cordel, onde ocupa a cadeira de número 03, dedicada ao poeta Firmino Teixeira do Amaral.

Pela Abacatte Editorial, ilustrou uma série de histórias em quadrinhos inspirada em cordéis, publicando os álbuns: Sete Histórias de Pescaria do Seu Vivinho (2011)  e A pescaria magnética do Seu Vivinho (2013).  desenhados por João Marcos Parreira Mendonça,  que utilizou um traço com influências da arte da xilogravura usada nos cordéis.
Em 2013, publicou pela editora Giramundo~, O velhinho do kamishibai, o poeta de cordel e o menino-pêssego: um conto japonês e brasileiro, que conta a história de um cordelista que ao visitar o Bairro da Liberdade,  bairro paulista da colônia japonesa, toma contato com a arte do kamishibai e a lenda de Momotarō, o menino-pêssego.
Além disso, trabalhou com personagens dos quadrinhos de Mauricio de Sousa em livros de cordéis publicados pela Editora Melhoramentos: A peleja do violeiro Chico Bento com o Rabequeiro Zé Lelé (2012), O Brasil no Papel em Poesia de Cordel (2014), A Guerra de Troia em Versos de Cordel (2015) e As Aventuras de Ulisses em Versos de Cordel (2016).

## Premiações
- "A lenda do violeiro invejoso" recebeu, em 2006 o selo de "altamente recomendável para o jovem da Fundação Nacional do Livro Infantil e Juvenil

- "Vladimir e o navio voador"" recebeu, em 2014 o selo de "altamente recomendável para o jovem da Fundação Nacional do Livro Infantil e Juvenil

- "A lenda do violeiro invejoso", "João Valente", "Duas festas de ciranda", "Taya e o espelho da Baba Yaga", "Ludmila e os doze meses" e "De onde nascem as histórias", "Mamão, melancia, tecido e poesia", "Onça, veado, poesia e bordado" e "Arara, tucano, bordados no pano" foram selecionados e fizeram parte dos Catálogos de Autores Brasileiros da Feira do Livro Infantil e Juvenil de Bologna, na Itália nos anos de 2006, 2011, 2012, 2013 e 2014 pela Fundação Nacional do Livro Infantil e Juvenil, seção brasileira da IBBY- International Board on Books for Young People, órgão consultivo da Unesco.

- Foi contemplado duas vezes com o "Prêmio Rozini de excelência na viola caipira" na categoria publicações literárias: Em 2010 pela sua obra "A lenda do violeiro invejoso" e em 2013 pela obra "A peleja do violeiro Chico Bento com o Rabequeiro Zé Lelé".

- "A peleja do violeiro Magrilim com a formosa princesa Jezebel","A lenda do violeiro invejoso", "Treze casos de viola e violeiros","Sete Histórias de Pescaria do Seu Vivinho" e "Duas festas de ciranda" foram selecionados e adquiridos pelo Governo Federal em seu Programa Nacional Biblioteca da Escola (PNBE). Antes de iniciar sua carreira como autor, Fábio Sombra já havia sido selecionado pelo PNBE como ilustrador do livro "A história de Aladim e a lâmpada maravilhosa" do poeta Patativa do Assaré (2002).

## Obras publicadas
- Rio de Janeiro by Fábio Sombra – Ed. Viana e Mosley – 2004 – ISBN 85-88721-17-1
- A Lenda do violeiro invejoso – Ed. Rocco – 2005 – ISBN 978-85-325-1840-0
- A peleja do violeiro Magrilim com a formosa princesa Jezebel – Ed. Lê – 2008 ISBN 978-85-329-0708-0
- A caravana do oriente – Ed. Rocco – 2008 – ISBN 978-85-61384-44-9
- Magrilim e Jezebel em: O rei do ABC – Ed. Lê – 2009 – ISBN 978-85-329-0717-2
- Armando e o mistério da garrafa – Ed. Abacatte– 2009 – ISBN 978-85-62549-09-0
- Curupiras, sacis e outras criaturas fantásticas das florestas – Ed. Rocco – 2009 – ISBN 978-85-61384-31-9
- Brincadeira de arco-íris – Ed. Ao Livro Técnico – 2009 – ISBN 978-85-7834-034-6
- Cantos e contas – Ed. Ao Livro Técnico – 2009 – ISBN 978-85-7834-033-9
- Treze casos de viola e violeiros – Ed. Escrita Fina – 2010 – ISBN 978-85-63248-00-8
- João Valente – Ed. Abacatte – 2010 – ISBN 978-85-62549-17-5
- O soldado que assustou a morte - Ed. Mundo Mirim - 2010 - ISBN 978-85-617-3054-3
- As dez filhas do seu João - Ed. Abacatte - 2010 - ISBN 978-85-62549-25-0
- Taya e o espelho da Baba Yaga - Ed. Abacatte - 2011 - ISBN 978-85-62549-30-4
- A história de Inês de Castro - Ed. Escrita Fina - 2011- ISBN 978-85-63877-18-5
- O nariz do fazendeiro - Ed. Escrita Fina - 2011- ISBN 978-85-63877-27-7
- Duas festas de ciranda - Ed.Zit - 2011 - ISBN 978-85-7933-034-6
- Sete Histórias de Pescaria do Seu Vivinho - Ed. Abacatte - 2011 - ISBN 978-85-62549-35-9
- Folia de Reis, a  festa em cordel - Ed. Escrita Fina - 2011 - ISBN 978-85-63877-34-5
- Maracatu, a  festa em cordel - Ed. Escrita Fina - 2011 - ISBN 978-85-63877-35-2
- Cuentos infantiles basileños (coletânea) - Ed. Editorama (Costa Rica) - 2011 - ISBN 978-9977-88-163-8
- De onde nascem as histórias - Ed. Bertrand Brasil - 2012 - ISBN 978-85-286-1575-3
- Mês de Junho tem São João - Ed. Zit - 2012 - ISBN 978-85-7933-040-7
- Ludmila e os doze meses - Ed. Escrita Fina - 2012 - ISBN 978-85-62549-41-0
- Cordel e viola - Literatura Popular em versos na formação de leitores - Ed. Lê - 2012 - ISBN 978-85-329-0753-0
- A peleja do violeiro Chico Bento com o rabequeiro Zé Lelé (co-autoria com Maurício de Sousa) - Ed. Melhoramentos - 2012 - ISBN 978-85- 06-00471-5
- Livro de sortes do cupido amoroso - Ed. Bertrand Brasil - 2012 - ISBN 978-85-286-1594-4
- O velhinho do kamishibai, o poeta de cordel e o menino-pêssego - Ed. Giramundo - 2013 - ISBN 978-85-65845-09-0
- No reino do vai não vem - Ed. Scipione - 2013 - ISBN 978-85-262-9082-2
- A pescaria magnética do seu Vivinho - Ed. Abacatte - 2013 - ISBN 978-85-62549-50-2
- Fábulas de Dona Maria, em bordado e poesia - Ed. Manati - 2013 - ISBN 978-85-8251-001-8
- Poesia que rola no jogo de bola - Ed.Mundo Mirim - 2013 - ISBN 978-85-8232-018-1
- Arara, tucano, bordados no pano - Ed.Moderna - 2013 - ISBN 978-85-16-08441-7
- Mamão, melancia, tecido e poesia - Ed. Moderna - 2013 - ISBN 978-85-16-08442-4
- Onça, veado, poesia e bordado - Ed. Moderna - 2013 - ISBN 978-85-16-08443-1
- Fábulas de Dona Magda - Ed.Moderna - 2014 - ISBN 978-85-16-08443-1
- O Brasil no Papel em Poesia de Cordel - Ed. Melhoramentos - 2014
- A Guerra de Troia em Versos de Cordel - Ed. Melhoramentos - 2015
- As Aventuras de Ulisses em Versos de Cordel - Ed. Melhoramentos - 2016
- Sertão das Arábias - Ed. Escarlate - 2016 ISBN 9788583820284